# گل‌سپاسی‌سانان
گل‌سپاسی‌سانان (نام علمی: Gentianales) یکی از راسته‌های گیاهان است.
گل‌سپاسی‌سانان راسته‌ای از دولپه‌ای‌ها است با جام منظم پیوسته.
این راسته شامل ۵ خانواده (تیره) زیر می‌باشد:
روناسیان (Rubiaceae)
گل‌سپاسیان (Gentianaceae)
دُم‌موشیان (Loganiaceae)
خَرزَهره‌ایان (Apocynaceae)
Gelsemiaceae